# Bolesław Wasilewski
Bolesław Wasilewski ps. „Zosia”, „Zoja”, „Bustromiak” (ur. 28 kwietnia 1910 w Warszawie, zm. 5 lutego 1980 tamże) – pułkownik dyplomowany Wojska Polskiego, uczestnik walk o niepodległość Polski.

## Życiorys
Był synem Jana i Wiktorii Wasilewskich, jego ojciec był robotnikiem kolejowym. Od 1925 mieszkał z rodzicami w Wilnie.
Od 1 października 1930 był słuchaczem Szkoły Podchorążych Piechoty, którą ukończył w 1933. Został wówczas mianowany podporucznikiem piechoty. Służył w 5 pułku piechoty Legionów w Wilnie. W 1936 został awansowany do stopnia porucznika. W tym samym roku zwyciężył w Narodowych Zawodach Strzeleckich (o randze mistrzostw Polski), wygrywając w konkurencji karabinu wojskowego, rok później zwyciężył w mistrzostwach Polski w konkurencji karabinek sportowy, trzy postawy.
Ze swoim macierzystym pułkiem walczył w kampanii wrześniowej. Podczas walk w pierwszym tygodniu września 1939 został awansowany do stopnia kapitana. 13 września 1939 jako dowódca I batalionu został dwukrotnie ranny w bitwie pod Seroczynem i wywieziony taczanką z pola boju po bitwie przez dowódcę III batalionu por. Leopolda Swiklę. Jego dalsze losy w czasie wojny obronnej 1939 nie są pewne, pod koniec września 1939 został ponownie ranny (nie wiadomo jednak, czy w starciu z wojskami niemieckimi, czy sowieckimi). Uniknął dostania się do niewoli.
W listopadzie 1939 znalazł się ponownie w Wilnie. Przyjął pseudonim "Zosia", został adiutantem Nikodema Sulika, komendanta Okręgu Wilno Służby Zwycięstwu Polski, a od stycznia 1940 Związku Walki Zbrojnej. Po aresztowaniu Nikodema Sulika w kwietniu 1941 został w maju 1941 na krótko komendantem konspiracyjnego garnizonu miasta Wilna, następnie był szefem sztabu Komendy Okręgu ZWZ. Używał wówczas pseudonimu "Zoja". W czerwcu 1942 w obawie przed aresztowaniem wyjechał do Lidy, tam został szefem oddziału II (wywiad) Komendy Okręgu Nowogródek. W listopadzie 1942 został ponownie awansowany do stopnia kapitana, albowiem brak było świadków jego wcześniejszego awansu w 1939 (znajdowali się w niewoli). Na początku lipca 1944 został dowódcą V batalionu 77 pułku piechoty AK, używał wówczas pseudonimu "Bustromiak". Za działania w czasie Akcji „Burza” wyróżniony orderem Virtuti Militari, jego oddział nie uczestniczył jednak w walkach o Wilno w ramach operacji „Ostra Brama”. Uniknął rozbrojenia przez wojska sowieckie i znalazł się w szeregach oddziału partyzanckiego dowodzonego przez Macieja Kalenkiewicza „Kotwicza”. Uczestniczył w bitwie o Surkonty (21 sierpnia 1944), podczas której został lekko ranny w okolice skroni. Za zezwoleniem dowódcy wycofał się z pola walki, ewakuując kilkunastu lżej rannych. Po śmierci Macieja Kalenkiewicza pod Surkontami został zastępcą nowego dowódcy Okręgu Nowogródek AK Stanisława Sędziaka, używał pseudonimu "Smutar", w listopadzie 1944 został awansowany do stopnia majora. W tej roli wydał w listopadzie 1944 rozkaz rozformowania oddziałów partyzanckich (Stanisław Sędziak wyjechał wówczas zdekonspirowany na Podlasie). W grudniu 1944 lub w styczniu 1945 został zatrzymany przez NKWD i po czterech miesiącach wypuszczony. W maju 1945 wyjechał do centralnej Polski, zamieszkał we wsi Antoniew koło Łodzi. We wrześniu 1945 uczestniczył w Łodzi w konspiracyjnej naradzie oficerów AK z Wileńszczyzny, która odbyła si w Łodzi. 15 października 1945 ujawnił się przed komisją likwidacyjną jako żołnierz AK. w marcu 1946 i ponownie w kwietniu 1946 złożył wniosek o przyjęcie do służby czynnej w "ludowym" Wojsku Polskim, zataił wówczas większość przebiegu swojej służby w ZWZ/AK, podając m.in., że był jej członkiem jedynie od sierpnia 1941 do lipca 1944.
W czerwcu 1946 został zmobilizowany do służby w LWP, zajął się szkoleniem strzeleckim oficerów. Razem z Andrzejem Matuszakiem zaangażował się w reaktywację Polskiego Związku Strzelectwa Sportowego, opracował razem z nim projekt statutu i przygotował spotkanie organizacyjne w dniu 10 października 1946. Pełnił następnie funkcję skarbnika PZSS. Od 1949 zaangażował się razem z Andrzejem Matuszakiem w sekcję strzelecką w przekształconym z WKS Legia Warszawa Centralnym Wojskowym Klubie Sportowym. Służył już wówczas w wojsku w stopniu podpułkownika.
Jako zawodnik CWKS zdobył w latach 1950–1955 16 złotych medali mistrzostw Polski, w tym 2 złote w 1950 (karabin wojskowy 500 metrów trzy postawy drużynowo i pistolet automatyczny pięciu sylwetek), 1 złoty w 1951 (kbks-4), 3 złote w 1952 (kb-1 - 3 postawy, kbks-5 - trzy postawy, kbks-5 - leżąc), 4 złote w 1953 (kb-1, kb-1b, kbks-1, kbks-5 - 3 postawy), 2 złote w 1954 (kbk-s 1, kbks-8), 2 złote w 1955 (kb-5, kbks-1), dwa złote w 1956 (kbks-5 - 3 postawy, kbks-1b), a także 7 medali srebrnych (2 x 1950, 1 x 1951, 1 x 1953, 2 x 1954, 1 x 1955) i 1 brązowy (1 x 1952). Reprezentował także Polskę na mistrzostwach Europy w 1955 (5 m. w konkurencji Kb-1 drużynowo, 23 m. w konkurencji kbks-4 i 63 m. w konkurencji kbks-1).
W latach 1956–1959 studiował w Akademii Sztabu Generalnego w Warszawie, został następnie awansowany do stopnia pułkownika. Był także absolwentem Akademii Nauk Politycznych w Warszawie. Po ukończeniu studiów na ASG trenerem koordynatorem reprezentacji Polski oraz wiceprezesem PZSS ds. szkoleniowych, wspierał także działalność sekcji strzeleckiej Legii Warszawa, jakkolwiek nie pełnił tam formalnych funkcji. W latach 1963–1964 służył w Międzynarodowej Komisji Nadzoru i Kontroli w Wietnamie, po powrocie w Inspektoracie Szkolenia Ministerstwa Obrony Narodowej. Trenował reprezentację Wojska Polskiego w trójboju wojskowym i strzelectwie sportowym. Już na emeryturze napisał podręcznik "Sztuka celnego strzelania" (wyd. 1976).
Pochowany na cmentarzu Powązki Wojskowe w Warszawie (kwatera M'-4-13).

## Ordery i odznaczenia
- Krzyż Kawalerski Orderu Odrodzenia Polski
- Krzyż Virtuti Militari V klasy (dwukrotnie, 1939[1] i 1945[7])